# Eurytoma levivultus
Eurytoma levivultus är en stekelart som beskrevs av Bugbee 1957. Eurytoma levivultus ingår i släktet Eurytoma och familjen kragglanssteklar. Inga underarter finns listade i Catalogue of Life.